# Hochspeyer
Hochspeyer est une municipalité de la commune fusionnée d'Enkenbach-Alsenborn, située dans l'arrondissement de Kaiserslautern en Rhénanie-Palatinat. 
C'est une commune de 4 568 habitants à approximativement 10 km à l'est de Kaiserslautern, au cœur du Pfälzerwald, la forêt en prolongement des Vosges du Nord.

## Histoire
L'histoire de Hochspeyer est intimement liée à l'abbaye cistercienne d'Otterberg à qui le Münchhof appartenait depuis 1195.
En 1801, la région du Palatinat rhénan est rattachée au département français du Mont-Tonnerre, et en 1815, elle intègre le royaume de Bavière.
Après la Seconde Guerre mondiale, le Palatinat rhénan (et avec lui Hochspeyer) est rattaché à l'état fédéral de Rhénanie-Palatinat.

## Économie
L'économie locale de Hochspeyer s'est développée autour du commerce, de l'exploitation des terres et en faible part de l'industrie. Le tourisme est en voie de développement depuis que le Pfälzerwald a été classé réserve de biosphère transfrontière.

## Éducation
Hochspeyer compte trois Kindergarten, l'équivalent de la maternelle, ainsi que la Münchhofschule (école primaire et collège).

## Transport
Hochspeyer est proche des autoroutes A6 et A63, mais également desservie pas les routes B37 et B48. La ligne de chemin de fer Paris-Francfort par le TGV français ou le NCE allemand passe par la gare de Hochspeyer (de). Hochspeyer est à mi-chemin entre Kaiserslautern et Hombourg d'une part et Mannheim et Heidelberg d'autre part.